# Luis Gianneo
Luis Gianneo (Buenos Aires, 9 janvier 1897 – Buenos Aires, 15 août 1968) est un compositeur argentin.

## Biographie
Luis Gianneo étudie la composition musicale avec Constantino Gaito. Auteur de nombreuses œuvres pour piano, notamment parmi les plus importantes, ses Trois Préludes et ses Trois danses Argentines, et compositions orchestrales (Le Tarco en Fleur, Première Symphonie, Concerto Aymará pour violon et orchestre, etc.).
Pianiste et chef d'orchestre, il s'est consacré particulièrement à l'enseignement et a fondé divers orchestres pour jeunes musiciens, entre autres l'Orquesta Sinfónica Juvenil de Radio Nacional en Argentine. Le Conservatoire provincial de Mar del Plata qui porte son nom. Il a participé à la musique du film, Vidalita (1949).
Parmi ses élèves notables figurent notamment Ariel Ramírez, Juan Carlos Zorzi, Virtú Maragno, Pedro Ignacio Calderón, Rodolfo Arizaga.
Gianneo fait partie du Groupe rénovation (Grupo Renovación) et passe vingt ans à Tucumán (1923–1942), où il s’investit dans de multiples tâches : professeur, chef d'orchestre, pianiste et promoteur de l'activité culturelle. Encore à Buenos Aires, divers instituts l'ont employé comme professeur : le Conservatoire national de musique (dont il a également été le recteur), le Conservatoire provincial de La Plata, l'École supérieure des beaux-arts de l'université nationale de La Plata (aujourd'hui Faculté d'Arts et des médias audiovisuels), la Faculté d'arts et sciences musicales de l'université Catholique d'Argentine. Il acquiert sa réputation en tant que créateur et directeur d'orchestres de jeunes. En formant de nouveaux instrumentistes et en leur donnant le cadre et la continuité nécessaire pour son développement. Il a créé l'Orchestre symphonique juvénile Argentina de Radio El Mundo (1945) et l'Orchestre symphonique juvénile de la Radio d'État (aujourd'hui Radio nationale, 1954). 
En tant que compositeur, son œuvre se développe dans différents langages : du nationalisme de ses œuvres, exprimé à travers un langage propre – comme Turay-Turay, (1927) ou Le tarco en fleur (1930) – en passant par le néo-classicisme – Ouverture pour une comédie enfantine (1937) et Sinfonietta en hommage à Haydn (1940) – jusqu'à l'adoption de procédures dodécaphoniques – avec Angor Dei (1962), Pièces pour violon et la Sinfonía Antífona (1963), Poème de la Saeta (1965). Mais avec une qualité très particulière, à travers ces diverses esthétiques, sa personnalité et son style demeurent identifiables.

## Œuvres
- Suite (1933)
- Le Tarco en fleur (1930)
- Pampeanas
- Turay-Turay (1927)
- Ouverture pour une comédie enfantine (1937)
- Sonatine (1938)
- Cinq petites pièces (1938)
- Concertino-Serenata (1938)
- Sonate pour piano n° 2 (1943)
- Concerto Aymará pour violon et orchestre (1944)
- Improvisation (1948)
- Variations sur un thème de tango
- Sonate pour piano n° 3 (1957)
- Six Bagateles (1957-1959)
- Antífona, symphonie
- Agnus Dei, Cantate
- Poème de la Saeta
- Ouverture du Sesquicentenario
- 4 Quatuors à cordes

## Discographie
- Quatuors à cordes nos 1 et 3, Trois pièces créoles - Quatuor Gianneo (2007, Tradition) (OCLC 811456433)
- Œuvres pour piano (3 volumes) - Dora De Marinis et Alejandro Cremaschi (vol. 1), Elena Dabul et Pervez Mody (vol. 2), Fernando Viani, piano. (26-31 août 2000, Marco Polo 8. 225205/06/07) (OCLC 741635686), (OCLC 71792165 et 50776771)